# Sierra de Alcaraz y Campo de Montiel
Die Comarca Sierra de Alcaraz y Campo de Montiel ist eine der sieben Comarcas in der Provinz Albacete der autonomen Gemeinschaft Kastilien-La Mancha.
Sie umfasst 25 Gemeinden auf einer Fläche von 3.665,70 km² mit dem Hauptort Munera.

## Gemeinden
| Gemeinde                                     | Einwohner (2024) | Fläche km² | Dichte Einw./km² | Cod INE | Postleitzahl |
| -------------------------------------------- | ---------------- | ---------- | ---------------- | ------- | ------------ |
| Alcadozo                                     | 641              | 99,58      | 6                | 02006   | 02124        |
| Alcaraz                                      | 1.304            | 370,53     | 4                | 02008   | 02300        |
| Balazote                                     | 2.379            | 65,15      | 37               | 02012   | 02320        |
| El Ballestero                                | 413              | 138,69     | 3                | 02014   | 02614        |
| Bienservida                                  | 552              | 90,73      | 6                | 02016   | 02360        |
| El Bonillo                                   | 2.624            | 502,67     | 5                | 02019   | 02610        |
| Casas de Lázaro                              | 311              | 112,32     | 3                | 02022   | 02329        |
| Cotillas                                     | 126              | 14,47      | 9                | 02028   | 02461        |
| La Herrera                                   | 303              | 63,40      | 5                | 02038   | 02162        |
| Lezuza                                       | 1.305            | 360,90     | 4                | 02043   | 02160        |
| Masegoso                                     | 116              | 103,87     | 1                | 02047   | 02314        |
| Munera                                       | 3.395            | 229,43     | 15               | 02053   | 02612        |
| Ossa de Montiel                              | 2.216            | 243,50     | 9                | 02057   | 02611        |
| Peñas de San Pedro                           | 1.466            | 158,75     | 9                | 02060   | 02120        |
| Peñascosa                                    | 328              | 189,26     | 2                | 02059   | 02313        |
| Povedilla                                    | 392              | 49,43      | 8                | 02062   | 02311        |
| Pozohondo                                    | 1.553            | 136,54     | 11               | 02063   | 02141        |
| Pozuelo                                      | 467              | 133,78     | 3                | 02065   | 02327        |
| Robledo                                      | 393              | 120,08     | 3                | 02068   | 02340        |
| Salobre                                      | 442              | 49,53      | 9                | 02070   | 02316        |
| San Pedro                                    | 1.185            | 83,12      | 14               | 02071   | 02326        |
| Vianos                                       | 320              | 128,04     | 2                | 02076   | 02315        |
| Villapalacios                                | 562              | 87,48      | 6                | 02080   | 02350        |
| Villaverde de Guadalimar                     | 310              | 69,08      | 4                | 02084   | 02460        |
| Viveros                                      | 305              | 65,37      | 5                | 02085   | 02310        |
| Comarca Sierra de Alcaraz y Campo de Montiel | 23.408           | 3.665,70   | 6                | –       | –            |